# Josef Franěk (lední hokejista)
Josef Franěk (* 1952) je bývalý český hokejový obránce.

## Hokejová kariéra
V československé lize hrál za TJ Gottwaldov. Odehrál 1 ligovou sezónu, nastoupil v 15 ligových utkáních. V nižších soutěžích hrál i za TJ Meochema Přerov, TŽ Třinec a ZVL Skalica.

## Klubové statistiky
| 1973/1974 | TJ Gottwaldov      | 2. liga | -  | - | - | -  | -  |
| 1975/1976 | TŽ Třinec          | 3. liga | -  | - | - | -  | -  |
| 1976/1977 | TJ Gottwaldov      | 1. liga | 15 | 0 | 0 | 0  | -  |
| 1977/1978 | TJ Meochema Přerov | 2. liga | 43 | 6 | 5 | 11 | 35 |
| 1978/1979 | TJ Meochema Přerov | 2. liga | 44 | 4 | 8 | 12 | 74 |
| 1979/1980 | TJ Meochema Přerov | 2. liga | -  | 5 | - | -  | -  |
| 1980/1981 | TJ Meochema Přerov | 2. liga | -  | 8 | - | -  | -  |
| 1981/1982 | ZVL Skalica        | 2. liga | -  | - | - | -  | -  |